# Фриде, Георгий Анатольевич
Георгий Анатольевич Фриде (21 мая 1890, Рим — 3 декабря 1959, Париж) — русский морской лётчик, лётчик-испытатель, авиаконструктор, участник Первой мировой войны, создатель первого самолёта на подводных крыльях. Первый пролетевший на самолёте под Троицким мостом в Санкт-Петербурге.

## Биография
Родился 31 мая 1890 года в дворянской семье. В 1903 году окончил 1-е Петербургское реальное училище и поступил в Морской кадетский корпус. Службу начал в 1909 году на Балтийском флоте гардемарином, в августе 1910 года произведён в мичманы. Назначен на Черноморский флот. Проходил службу вахтенным офицером, затем исполнял должность командира 2-й роты на линкоре "Георгий Победоносец", с 1912 – минный офицер на том же корабле.
В апреле 1912 откомандирован на краткие курсы военных летчиков в Севастополе, где обучался полетам на гидроаэропланах. Подал рапорт о зачислении в Севастопольскую воздухоплавательную школу. Выучился летать на самолёте «Фарман-4». 21 июля 1912 сдал экзамен на звание военного лётчика при офицерской авиационной школе Отдела воздушного флота.
С сентября 1913 вахтенный начальник на линкоре «Три Святителя». В декабре того же года был направлен на теоретические курсы авиации и воздухоплавания имени В. В. Захарова при Санкт-Петербургском политехническом институте. После успешного окончания курсов вновь был направлен для прохождения службы на корабли Черноморского флота, где был назначен в один из авиационных отрядов при службе связи флота. В декабре 1913 года произведён в подпоручики.
В 1914 году разработал свой первый проект самолёта для дальних разведывательных полётов и предоставил его на конкурс. Проект вызвал интерес и для продолжения работы был переведён в Санкт-Петербург в Школу морской авиации, расположенную на Гутуевском острове. В зимнее время личный состав школы перебазировался в Баку на незамерзающее Каспийское море, где был образован филиал Морской авиационной школы.
С 1 декабря 1914 по 1 июня 1915 был прикомандирован к 20-му корпусному авиаотряду, совершил ряд удачных боевых вылетов на российско-германском фронте. Был награждён орденами Святого Владимира (30.09.15 – 4-й степени, с мечами и бантом) и Святого Станислава (22.03.15 – 3-й степени с мечами, 30.07.16 – 2-й степени). 13 июля 1915 прикомандирован к Морскому главному штабу «для занятий в морской лётной школе».
Летал на легких серийных самолетах и проводил испытания опытных гидросамолетов. В 1915 в Ревеле испытал гидросамолет А. Ю. фон Виллиша – летающую лодку “ВМ-1” (“Виллиш-Морской-1”). В 1916 году на гидросамолёте М-5 первым в истории авиации совершил пролёт под Троицким мостом в Петрограде.
В 1916 году построил свой первый морской самолёт, выполненный по схеме "парасоль". Для облегчения взлёта он снабдил аппарат расположенными под фюзеляжем "ножами" – прообразом современных подводных крыльев. Самолёт был построен на заводе В. А. Лебедева. Испытания проводили лётчик подпоручик А. Е. Грузинов и сам Фриде. Эффект от использования "ножей" оказался весьма велик, они выгоняли лодку из воды раньше, чем крылья начинали нести и самолет становился управляемым. Только через много десятилетий данное изобретение Г. А. Фриде было по достоинству оценено и востребовано.
К концу 1916 года начал реализацию своего проекта большого трёхмоторного гидросамолёта “ЛГФ” ("Лейтенант Георгий Фриде") с двигателем “Роллс-Ройс” мощностью 300 лошадиных сил, взлётный вес – 6 тонн. Проектирование самолёта продолжалось до лета 1917 года. Из-за проходивших в России революционных процессов реализовать проект не представилось возможным.
В феврале 1917 года Бакинская школа стала самостоятельным учебным заведением, Бакинской офицерской школой морской авиации. Лейтенант Г. А. Фриде был назначен помощником начальника этой школы по технической части.
Вновь перевёлся на Черноморский флот. После Октябрьской революции покинул Россию. Оставшуюся часть жизни провёл во Франции. Умер 3 декабря 1959 года в Париже.
С августа 1915 был женат на Татьяне Митрофановне Каськовой (24.06.1897), дочери контр-адмирала М. И. Каськова.